# Paramonacanthus
Genre
Synonymes
- Arotrolepis Fraser-Brunner, 1941

Paramonacanthus est un genre de poissons tetraodontiformes de la famille des Monacanthidae (« monacanthes » ou « poissons-limes »).

## Liste d'espèces
Selon World Register of Marine Species (17 mai 2016) :
- Paramonacanthus arabicus Hutchins, 1997
- Paramonacanthus choirocephalus (Bleeker, 1851)
- Paramonacanthus cryptodon (Bleeker, 1855)
- Paramonacanthus curtorhynchos (Bleeker, 1855)
- Paramonacanthus filicauda (Günther, 1880)
- Paramonacanthus frenatus (Peters, 1855)
- Paramonacanthus japonicus (Tilesius, 1809)
- Paramonacanthus lowei Hutchins, 1997
- Paramonacanthus matsuurai Hutchins, 1997
- Paramonacanthus nematophorus (Günther, 1870)
- Paramonacanthus nipponensis (Kamohara, 1939)
- Paramonacanthus oblongus (Temminck & Schlegel, 1850)
- Paramonacanthus otisensis Whitley, 1931
- Paramonacanthus pusillus (Rüppell, 1829)
- Paramonacanthus sulcatus (Hollard, 1854)
- Paramonacanthus tricuspis (Hollard, 1854)